# ناوار (فلوریدا)
ناوار (به انگلیسی: Navarre) یک منطقهٔ مسکونی در ایالات متحده آمریکا است که در فلوریدا واقع شده‌است. ناوار ۴۲٬۲۰۰ نفر جمعیت دارد و ۳٫۰۵ متر بالاتر از سطح دریا واقع شده‌است.